# Cartiera papale
La Cartiera papale di Ascoli Piceno è un complesso architettonico realizzato in robusti conci regolari squadrati di travertino. La vocazione polifunzionale del fabbricato ha accolto, nel corso del tempo, varie attività lavorative, quali: la cartiera, i mulini ad acqua, la concia delle stoffe e la ferriera, tutte svolte con l'inseparabile e preziosa simbiosi della forza motrice delle acque del vicino torrente Castellano.
Attualmente trova sede il polo museale permanente dei Musei della Cartiera papale.

## Storia
Le prime notizie certe sull'esistenza di questo sito risalgono all'anno 1104, quando nei pressi del Castellano furono elevate delle costruzioni utilizzate come mulini per la macinazione di cereali e la cui proprietà apparteneva al monastero ascolano di Sant'Angelo Magno. Ricompaiono altri dati storici alla fine del periodo medioevale, nel 1377, quando si era insediata all'interno del mulino l'attività della produzione della carta. Questa informazione, però, non è considerata certa poiché nel 1381 il catasto ascolano riporta solo l'esistenza di un mulino ad acqua. Lo sviluppo industriale del fabbricato, che continuava comunque ad accogliere i mulini, ospitava anche una gualchiera che serviva per battere stoffe e tessuti. L'autore ascolano Giuseppe Marinelli scrive che questa macchina preindustriale poteva essere stata costruita dai monaci cistercensi, che avevano il convento nelle vicinanze. La certezza della produzione della carta risale ai primi anni del Quattrocento. Una fonte documentale, che reca la data 1414, riporta la cessione in locazione a imprenditori privati delle macchine per la produzione della carta. In questo periodo in città si erano trasferiti dei cartai provenienti da Fabriano e Pioraco che, con le loro competenze, coadiuvavano gli ascolani. L'edificio, nel corso del tempo, è stato sede di diverse attività lavorative e ha attirato anche l'interesse di papi come Giulio II e Clemente VII. Nel 1508 una violenta piena del torrente Castellano lesionò il fabbricato che al tempo era già di proprietà della Camera Apostolica. Giulio II della Rovere, dalla fama di essere un papa guerriero, ma anche amante dell'arte e della cultura, nel 1511, dette incarico all'ingegnere idraulico Alberto da Piacenza di restaurare l'intero complesso.
Nel 1525, a seguito di un nuovo straripamento del vicino torrente, papa Clemente VII incaricò Cola dell'Amatrice per un nuovo recupero della parete nord-ovest verso il Castellano.
L'anno 1646 segnò l'inizio del declino della produzione della carta. Nell'anno 1794 la Camera Apostolica concesse in enfiteusi il fabbricato a Luigi Merli che ne divenne proprietario nel 1862. Lo stesso Merli elevò il fabbricato di un piano e consolidò il resto dell'opificio senza alterare le linee architettoniche cinquecentesche. Negli anni compresi tra il 1890 e il 1920 appartenne a Venenzio Galanti, ultimo cartaio. Il complesso della Cartiera continuò a ospitare l'attività del mulino fino al 1940.
Dopo un periodo di abbandono e decadimento, nel 1980, gli edifici passarono di proprietà alla Comunità Montana del Tronto che recuperò parte dei fabbricati per collocarci gli uffici. Attualmente la Cartiera papale è di proprietà dell'Amministrazione Provinciale ascolana che, dopo averla acquistata dalla Comunità Montana, ha provveduto a un attento restauro, concluso nel 2002, e ha destinato gli spazi interni alle esposizioni museali nel 2006.

## Architettura
L'intero sito della Cartiera papale è da considerare come una rappresentativa testimonianza di un complesso architettonico e industriale concepito per uso lavorativo. La costruzione del fabbricato si sviluppa in più piani edificati in diversi periodi. Il pianterreno è del XVI secolo e beneficiò dell'ingegno di Alberto da Piacenza e forse di Cola dell'Amatrice quali attenti restauratori. Al suo interno ci sono ampie vasche, realizzate in pietra, usate per la macerazione degli stracci, dai quali si otteneva la poltiglia che poi stesa su telai e asciugata diventava carta.
La zona laterale custodisce le macine in pietra che erano movimentate dalle acque del torrente Castellano. Il corso d'acqua, canalizzato a monte, raggiungeva le turbine idrauliche.
I piani che si sopraelevano sono del XVIII secolo, realizzati al tempo in cui la proprietà della Cartiera passò dallo Stato Pontificio alla famiglia Merli di Ascoli che ne fu espropriata durante l'epoca fascista.
L'edificio fu sottoposto a un importante intervento di restauro incominciato nel 1511, durante il papato di Giulio II della Rovere. Il pontefice affidò ad Alberto da Piacenza i lavori per cancellare i segni della piena del Castellano del 1508. Il 17 ottobre 1511 i lavori erano quasi giunti ad ultimazione e l'ingegnere piacentino chiedeva al vice tesoriere della Camera Apostolica Ascolana, Scipione Parisani da Tolentino, il compenso per i lavori stimati che riguardavano: lo scavo di una galleria, la costruzione di una condotta per le acque, la costruzione di muri nonché la lavorazione di porte, finestre e modanature architettoniche. Il 6 dicembre 1511 rilasciò quietanza per quanto realizzato. Da questo si comprende come la Cartiera papale rappresentò un esempio di “archeologia industriale” del Rinascimento.
La facciata principale dell'opificio ha, al primo piano, 4 finestre realizzate secondo il gusto del Brunelleschi, attribuibili a Bernardino di Pietro da Carona. Ogni finestra ha un architrave e una lunetta decorata da palmette come acroteri, la stessa tipologia usata, nella città di Ascoli, per le finestre degli edifici porticati di piazza del Popolo.
Al primo piano c'è un ingresso con il portale in travertino, tipico della seconda metà del XV secolo, architravato e sormontato da una lunetta con un concio di chiave decorato con un bassorilievo di sculture a fogliami. La trabeazione ha la cornice sporgente, un fregio con l'iscrizione: "IULIUS II PONT MAX MCCCCCXII", che ricorda papa Giulio II e l'anno in cui si conclusero i lavori. Sopra alla cornice, alla base dell'inizio dell'arco della lunetta, sono poggiati due cubi con gli stemmi araldici della famiglia dei Della Rovere composti di foglie di quercia e una ghianda centrale. Sull'architrave sono visibili 3 stemmi a testa di cavallo che recano le insegne della città di Ascoli, come nello stemma comunale, quello papale seguito da quello che dovrebbe appartenere al governatore Raniero de Ranieri, non essendovi però certezza di quest'ultima attribuzione.
Il portale principale del pianterreno della Cartiera presenta un arco a tutto sesto. La descrizione redatta da Baldassarre Orsini, unita al ritrovamento, ha dato la possibilità di ridisegnarlo così come appariva in origine. Era costituito da conci cubici, le facce esterne presentavano incassi a piramide con foglie di quercia e una ghianda centrale. La scultura ricordava i simboli araldici dei Della Rovere negli anni del pontificato di Giulio II. Anche l'arco era formato da conci e quello centrale proponeva scolpita la testa del pontefice. L'iscrizione: "IVLIVS II PONT MAX M D XII", ricorda il papa Giulio II e l'anno di conclusione dei lavori di restauro cui fu sottoposto l'intero complesso. Vi sono anche due stemmi cardinalizi nei pennacchi dell'arco. Quello di destra rappresenta l'insegna di Antonio Del Monte di Monte San Savino, cardinale nel 1512; quello di sinistra non molto leggibile, poiché quasi del tutto perduto, si può ipotizzare che abbia riprodotto l'insegna di Raffaele Riario, cardinale di San Giorgio al Velabro e vescovo di Ostia dal 1511. Il capitello di sinistra raffigura due cornucopie, simbolo di abbondanza, fiammeggianti, come amore ardente, secondo F. Benzi abbondanza e amore alludono alla carità. A destra si dovrebbero riconoscere le sfingi che, secondo Orsini, sono l'allegoria del silenzio e del mistero e siccome reggono il vaso fiammeggiante dovrebbero rappresentare i misteri della Fede stessa. Questa simbologia è sicuramente riferita a papa Giulio II che si definiva “difensor fidei” e che trovava nella Carità la forza per sconfiggere i nemici.

## Musei della Cartiera papale
Il polo museale nasce dalla volontà dell'Amministrazione provinciale ascolana, proprietaria dell'immobile che, dopo averne curato il restauro concluso nel 2002, ne ha destinato gli spazi interni alle esposizioni a tema scientifico-industriale dei materiali e delle collezioni raccolte. L'inaugurazione è avvenuta il 26 novembre 2006.

### Museo della carta
Il complesso monumentale della Cartiera ospita le ricostruzioni degli strumenti che sono stati usati in passato per la fabbricazione della carta e per la macinazione del grano. Al piano terra dell'edificio, nelle Sale della Cartiera, si trova l'allestimento delle ricostruzioni dei macchinari d'epoca con cui si produceva la “carta bambagina”, con stracci di lino e di cotone. I magli, grandi martelli destinati alla follatura degli stracci per la realizzazione della pasta di carta, venivano messi in funzione con la forza dell’acqua del torrente Castellano, arrivata alla Cartiera.
Il percorso museale realizzato nel 2006, permette ai visitatori di rivivere l’interessante procedimento con cui per circa settecento anni è stata prodotta la carta nel territorio ascolano.

### Museo di storia naturale "Antonio Orsini"
Il museo è stato intitolato al farmacista e naturalista ascolano Antonio Orsini (1788-1870). La collezione, un tempo privata, è attualmente di proprietà dell'Ente Provincia.
Negli spazi del terzo piano del polo museale è stata allestita l'esposizione che mostra la vasta raccolta ottocentesca dei reperti rinvenuti in lunghi anni di escursioni scientifiche condotte dal ricercatore in Italia e all'estero. Parte del materiale è contenuto in bacheche originali dell'epoca e suddiviso nelle sezioni di:
- Geognostica, dedicata alle rocce soprattutto del territorio ascolano, con tipi di rocce magmatiche, sedimentarie e metamorfiche;
- Orittognostica, comprende minerali da tutto il mondo, in particolare dai monti Urali e dal Brasile, presenti numerosi minerali di tipo vulcanico;
- Paleontologica, per i fossili del paleolitico e del mesozoico.[4]

Vi sono un ricco erbario con più di 11.500 piante essiccate e catalogate, due raccolte di fossili: una su travertino e l'altra di reperti rinvenuti nel Piceno e in Austria, la collezione malacologica che conta circa 1.500 esemplari di conchiglie, circa 1.260 minerali, 2.300 rocce e anche una collezione di legni e di semi.
Appartengono all'esposizione anche strumenti usati dallo scienziato nel corso delle sue ricerche e il suo ampio epistolario che annovera oltre 4.000 lettere di corrispondenza intercorsa con altri scienziati del suo tempo.

#### Storia del museo "Antonio Orsini"
Antonio Orsini lasciò le sue collezioni di naturalista alla famiglia ascolana dei Mariotti i quali le donarono all'Istituto Tecnico Agrario Statale della città. L'Amministrazione provinciale ascolana, divenuta in seguito proprietaria della scuola, ha spostato la consistenza delle raccolte presso Palazzo Catenacci, edificio che si affaccia sul corso Giuseppe Mazzini. Da questa collocazione, nel 2006, tutto il materiale scientifico è stato trasferito presso l'attuale sede.

### Gli antichi mulini
Nella sala, al primo piano del fabbricato, vi sono le macine in pietra con cui si lavoravano i cereali, ma anche la produzione della carta, nei mulini ad acqua ospitati, in tempi passati, dall'opificio della Cartiera. L'acqua del torrente Castellano veniva prelevata tramite delle canalizzazioni che attraverso un sistema di vasche e chiuse azionava con la sua forza motrice le macine. Alcune macine in pietra esposte sono originali e altre ricostruite.

### Museo dell'acqua "Tutta l'acqua del mondo"
La mostra permanente è stata aperta al pubblico nel novembre del 2012 e consiste in una esposizione museale dedicata all'acqua, composta da un percorso interattivo di schermi touchscreen, video, mappe tridimensionali e allestimenti in plexiglas.
Si descrive l'importanza e il ruolo dell’acqua nello sviluppo delle attività umane e nella trasformazione del paesaggio sul pianeta. Le caratteristiche dell’acqua, i suoi stati e le sue proprietà vengono illustrate attraverso immagini a scorrimento che mostrano il cosiddetto Oro blu in diversi luoghi della Terra e in varie forme, come fiumi, laghi, paludi, mari, piscine, ma anche ghiacciai e nuvole. Una sezione dell'esposizione mostra delle bottiglie luminose che informano sul consumo domestico medio di acqua a persona in diversi paesi del mondo.

### Esposizioni temporanee
Il polo museale ospita, nelle due sale dove si asciugava la carta, mostre temporanee di scienza, di arte e di tecnologia.

## Biblioteca "Ugo Toria"
All'interno dell'antico complesso architettonico c'è la Biblioteca provinciale di storia contemporanea "Ugo Toria". La biblioteca, conta la presenza di circa 18.000 volumi soprattutto di storia contemporanea.
Fa parte del Polo SIP costituito da ventinove biblioteche delle province di Ascoli Piceno e Fermo.

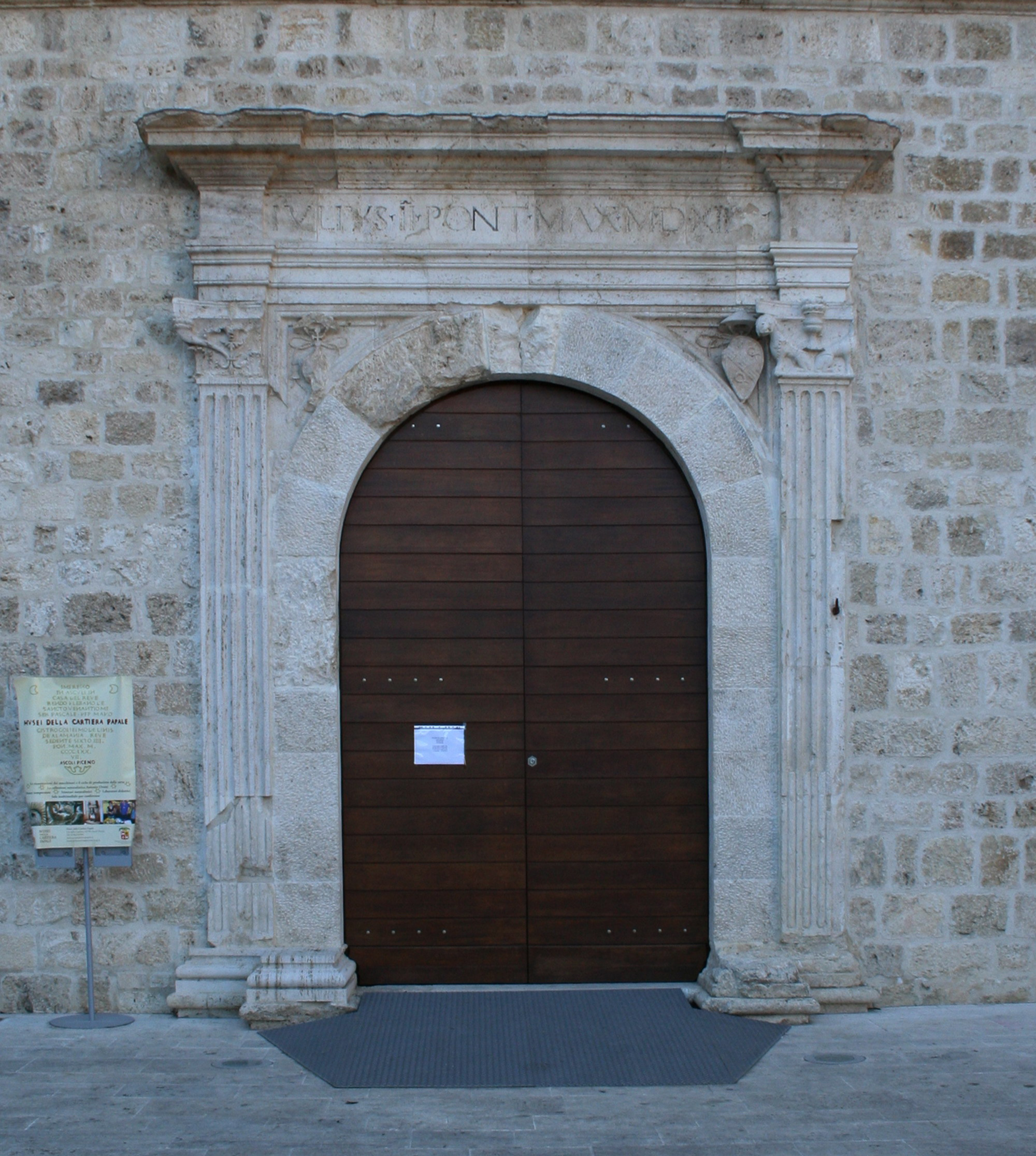
Portale del pianterreno
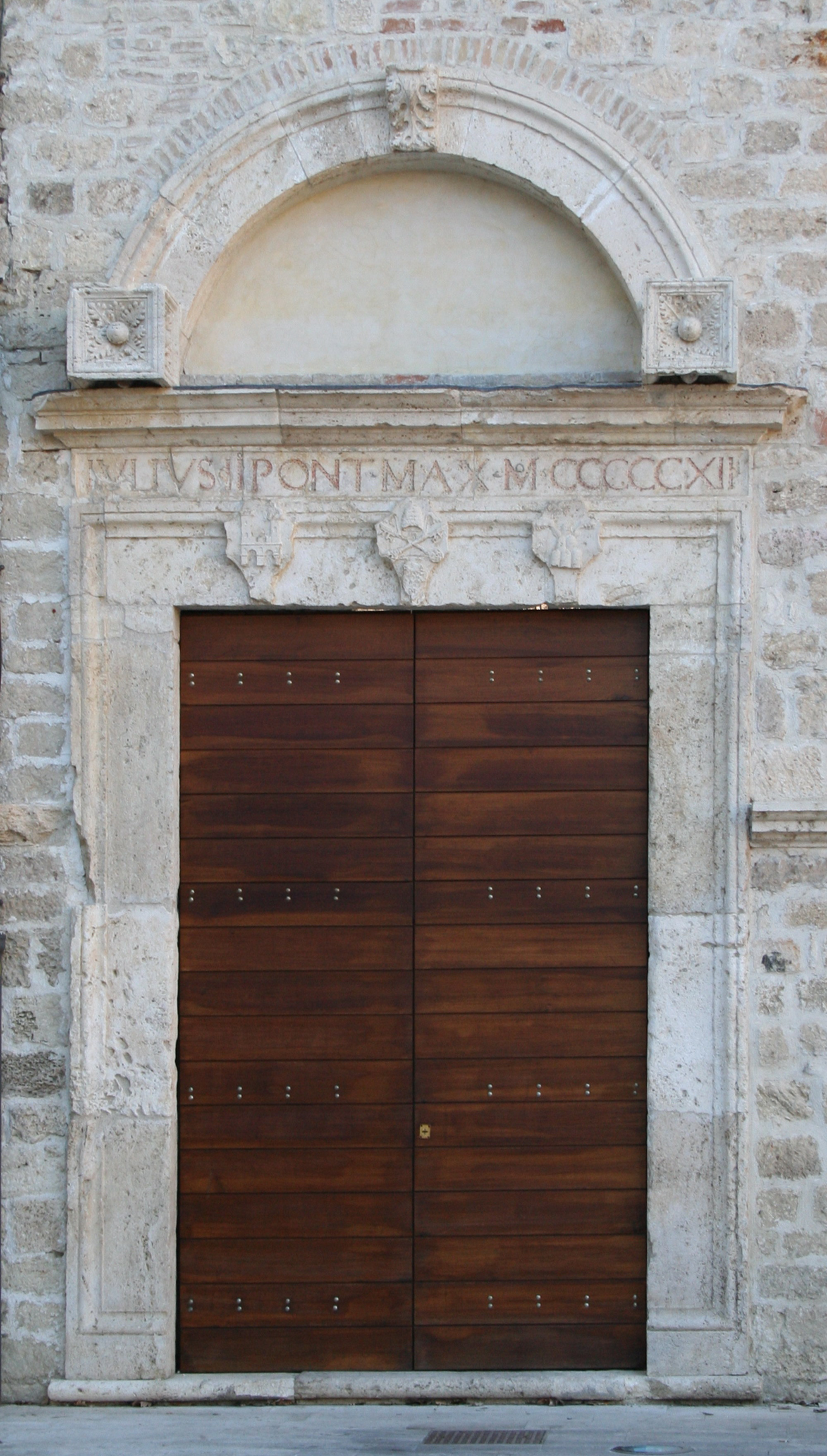
Portale del primo piano
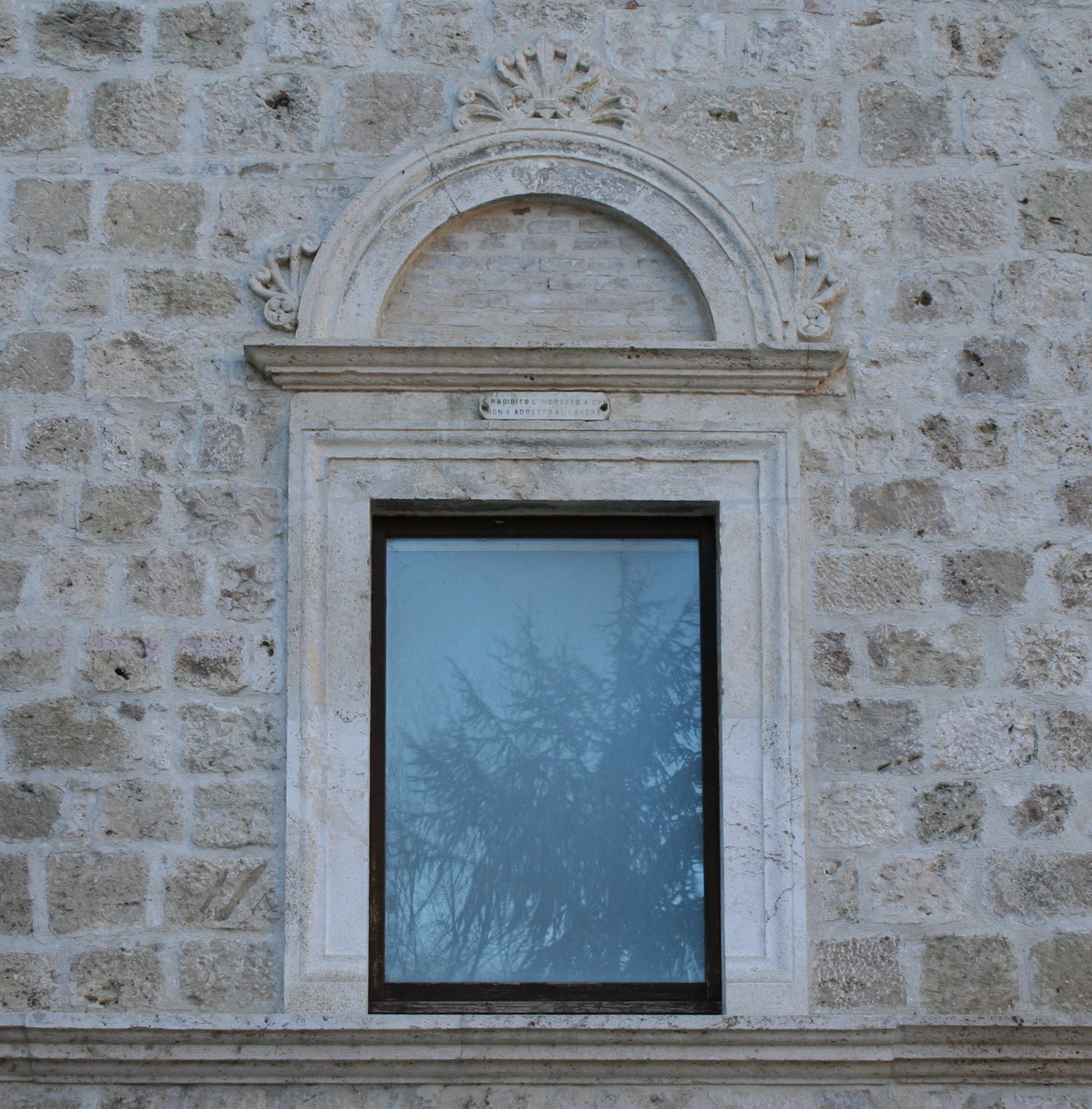
Finestra rinascimentale
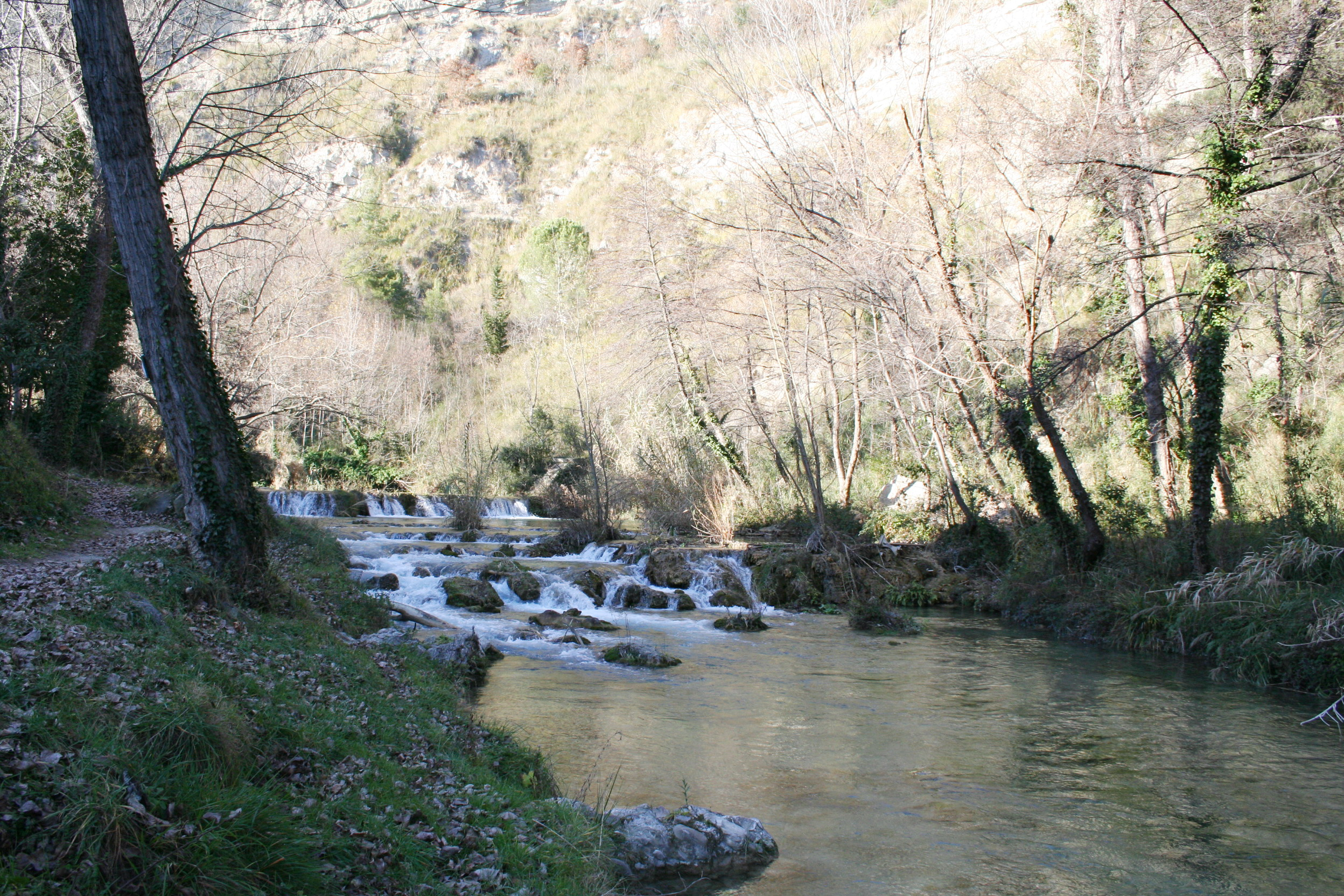
Ansa del vicino torrente Castellano